# Demografia do Egito

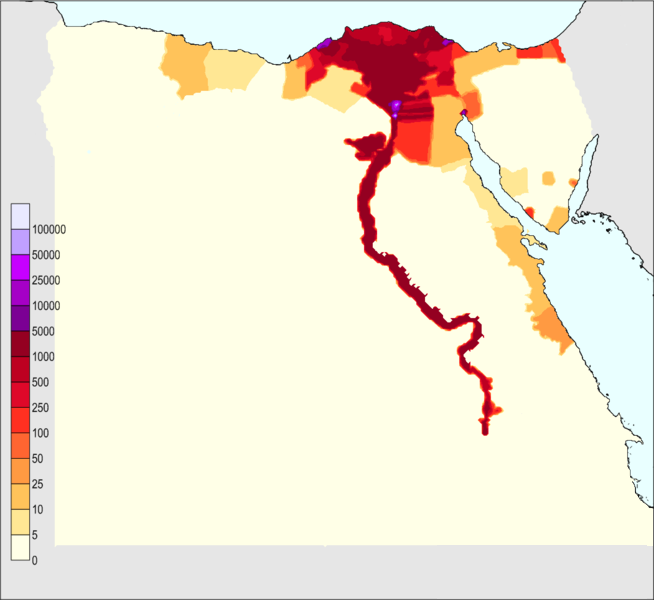
Densidade populacional do Egito.

Com 110 milhões de habitantes (2023), o Egito é o país mais populoso do Mundo Árabe e o terceiro mais populoso da África (atrás da Nigéria e Etiópia). Estas regiões tem uma das maiores densidades populacionais do mundo. A média para o país é de 92 hab./km².

## Dados demográficos
População Total: 98.800.000 de habitantes
Grupos Étnicos: Boa parte da população do Egito é composta por egípcios, que representam cerca de 95% da população total. Outros grupos étnicos, incluindo os coptas, representam cerca de 5% da população.
Religião: O islamismo é a religião majoritária, com cerca 85% da população sendo adeptos a religião. Aproximadamente 10% da população são cristãos ortodoxos, e outros 5% são de outras religiões, agnósticos e ateus.
Idiomas: A língua oficial do Egito é árabe. O inglês e francês estão muito estendidos nas classes sociais mais altas. O copta é usado como idioma religioso pelos cristãos.
Crescimento Populacional: 2,07% ao ano.
Expectativa de Vida: A média nacional é de 71 anos, sendo de 69 anos para os homens e de 74 para as mulheres.
Fecundidade: 3,21 filhos por mulher.
Alfabetização: A média nacional é de 51% da população, sendo que o índice entre os homens é de 36,6%, e entre a mulheres é de 38,8%.

## Distribuição da população
Aproximadamente 90% da população do Egito se concentram nas terras mais férteis, áreas próximas ao Rio Nilo, e no seu Delta, que corta quase todo o país ao meio, indo dos arredores de Alexandria até o Canal do Suez, área que abrange 5% do território do país. Durante os últimos anos tem acontecido um grande crescimento das áreas urbana, onde vivem 44% da população. Os outros 66% da população egípcia estão distribuídos por aldeias, aproximadamente 4 mil.

## Disputas internas e perseguição
No Egito existem tensões religiosas especialmente com a minoria cristã que se queixa de ser discriminada por sua religião, o que tem sido motivo de vários protestos nos últimos anos. Existem denúncias comprovadas de perseguição não só por motivos religiosos, mas também por motivos políticos, de orientação sexual e gostos musicais e modo de se vestir. Por mais que os turistas ocidentais são respeitados e excluídos destas perseguições, o mesmo não ocorre quando a população de origem árabe.

## Pirâmide etária
A população do Egito é formada por muitos jovens, algo comum para os países do continente africano.
| Idade           | % da população |
| --------------- | -------------- |
| De 0 a 14 anos  | 37%            |
| De 15 a 64 anos | 60%            |
| 65 anos ou mais | 3%             |

## Maiores cidades
O Egito possuí grandes centros urbanos dispostos ao longo das margens do Rio Nilo, sendo o principal e mais populoso, a capital, Cairo.